# Kirschheide (Kürten)
Kirschheide war ein Wohnplatz auf dem Gebiet der heutigen Gemeinde Kürten im Rheinisch-Bergischen Kreis.

## Lage und Beschreibung
Die Ortschaft lag östlich von Ahlendung an einer Verbindungsstraße zwischen Heid und Sülze. Die Ortschaft fiel um die Wende des 19. zum 20. Jahrhundert wüst. Heute ist dort land- bzw. forstwirtschaftliche Fläche. Der Kirchheider Weg in Sülze und das Flurstück An der Kirschheide erinnern an den Ort.

## Geschichte
Der Ort ist auf der Preußischen Neuaufnahme von 1892 erstmals als Kirschheide verzeichnet. Auf den Messtischblättern von 1909 ist der Ort nicht mehr eingezeichnet, sowohl Gebäude als auch Weg sind weg.
Die Gemeinde- und Gutbezirksstatistik der Rheinprovinz führt Kirschheide 1871 mit einem Wohnhaus und drei Einwohnern auf. Im Gemeindelexikon für die Provinz Rheinland von 1888 wird ein Wohnhaus mit einem Einwohner angegeben.  Kirschheide gehörte zur Bürgermeisterei Kürten im Kreis Wipperfürth. Ab dem Jahr 1895 wurde der Ort nicht mehr in den offiziellen Statistiken aufgeführt.